# Madge of the Mountains
Madge of the Mountains è un cortometraggio muto del 1911 scritto, diretto e interpretato da Charles Kent.

## Produzione
Il film fu prodotto dalla Vitagraph Company of America.

## Distribuzione
Distribuito dalla General Film Company, il film - un cortometraggio in una bobina - uscì nelle sale cinematografiche statunitensi il 31 ottobre 1911.